# Susana Cordero
Susana Cordero (Cuenca, 6 de junio de 1941) es una ensayista y catedrática universitaria, además de ser la primera mujer al frente de la Academia Ecuatoriana de la Lengua. Reconocida ensayista, catedrática universitaria y editora del diario El Universo de Guayaquil. Durante su vida ha aportado con su conocimiento en la realización de ensayos y artículos en revistas como: Cultura del Banco Central del Ecuador, Revista de Historia de las Ideas (Pontificia Universidad Católica del Ecuador) y Diners.

## Biografía
Nació en Cuenca, provincia del Azuay. Vivió parte de su niñez y adolescencia en Madrid, regresó a Ecuador y se radicó en Quito, en 1960. Estudió la carrera de Literatura y Filosofía, para luego realizar un posgrado en Historia de las Ideas Contemporáneas y Pedagogía en la ciudad de París. Casada con Alfredo Espinosa y madre de cinco hijos. Es la primera mujer ecuatoriana que ejerce el directorio de la Academia Ecuatoriana de la Lengua. Hizo un doctorado sobre Pedagogía con especialización en Filosofía en la Pontificia Universidad Católica de Ecuador. También fue docente durante veintiséis años en la misma universidad. En 1968, realiza estudios de Lingüística aplicada, Literatura francesa e Historia de las ideas contemporáneas en el Instituto de Profesores de Francés, de la Rue Saint Jacques. En 1983, en la Universidad Laval, en Quebec, Canadá, realiza estudios de Lingüística aplicada para la enseñanza.

## Cargos desempeñados
- Rectora de la Universidad de Otavalo.[5]
- Maestra en la Facultad de Ciencias de la Educación.
- Coordinadora de trabajos entre la AEL, RAE y ASALE.
- Es articulista de opinión de Diario El Comercio desde julio de 2010.[6]
- Catedrática en el Departamento de Educación Continua de la Universidad Católica de Guayaquil.
- Secretaria de la Dirección de la Biblioteca Municipal de Quito.[2]

## Principales obras
- Albert Camus, De la felicidad a la moral, Quito, Ediciones de la Universidad Católica, 1984. Obtuvo el premio único a la investigación entre los profesores de la Pontificia Universidad Católica de Quito, 1981. Sobre este libro de ensayos, el periodista y novelista ecuatoriano Diego Montalvo indicó que: "Es una obra maestra del ensayo ecuatoriano. Sus páginas no sólo nos transporta a esos años de guerra donde Camus luchaba contra los demonios de la guerra, sus aspiraciones para ser escritor y sus inspiraciones para redactar El extranjero o La peste, sino que es un estudio a detalle de su vida y de los recursos literarios y discursivos de las obras de un emblemático Premio Nobel de Literatura".[7]

- Panorama de los estudios críticos sobre la obra de don Juan Montalvo. Cultura, Revista del Banco Central del Ecuador, 1982.
- Lecturas para vivir y soñar, Antologías de poesía y prosa I, II, III, Quito, Ministerio de Educación-EB/PRODEC (Educación básica, proyecto de desarrollo, eficiencia y calidad), 1994-1995.

- Diccionario del uso correcto del español en el Ecuador, Quito, Editorial Planeta, Colección Ariel, 2004. Editorial Santillana realiza una edición actualizada de dicha obra, en el año 2009 y en febrero de 2011, una primera reimpresión.

- Diccionario del uso correcto del español para estudiantes, Consejo Provincial de Pichincha.
- Ibarra, ciudad que fue fundada la víspera, libro conmemorativo de los cuatrocientos años de fundación de la ciudad de Ibarra, publicado por el Comité Ejecutivo Cuarto Centenario, presidido por el Lcdo. Pablo Jurado Moreno, Alcalde de la Ciudad de Ibarra. Quito, Editorial Trama, septiembre de 2006.

- Lo esencial de la ortografía española, con las últimas normas y recomendaciones de la Asociación de Academias de la Lengua Española, Universidad de Otavalo, Instituto Otavaleño de Antropología. Quito, Editorial Jurídica del Ecuador, 2011.[2]